# Grote Kerk (Almelo)
De  Grote Kerk in Almelo is een stadskerk van het type kruiskerk.
Het koor, uit 1493 en daarmee het oudste stukje gebouw in de stad Almelo, behoorde tot de voormalige slotkapel. De rest dateert uit 1738.
In 1873 is de kerk nog verbouwd en in 1957 gerenoveerd.

## Orgels
De kerk heeft 3 orgels: hoofdorgel, koororgel en transeptorgel. Van het hoofdorgel is de kast uit 1754, maar het binnenwerk is in 1963 gebouwd door de firma Willem van Leeuwen Gzn. (Leiderdorp).
Er vinden regelmatig concerten plaats

## Toren
De toren heeft 3 kerkklokken en een mechanisch uurwerk.

## Externe links

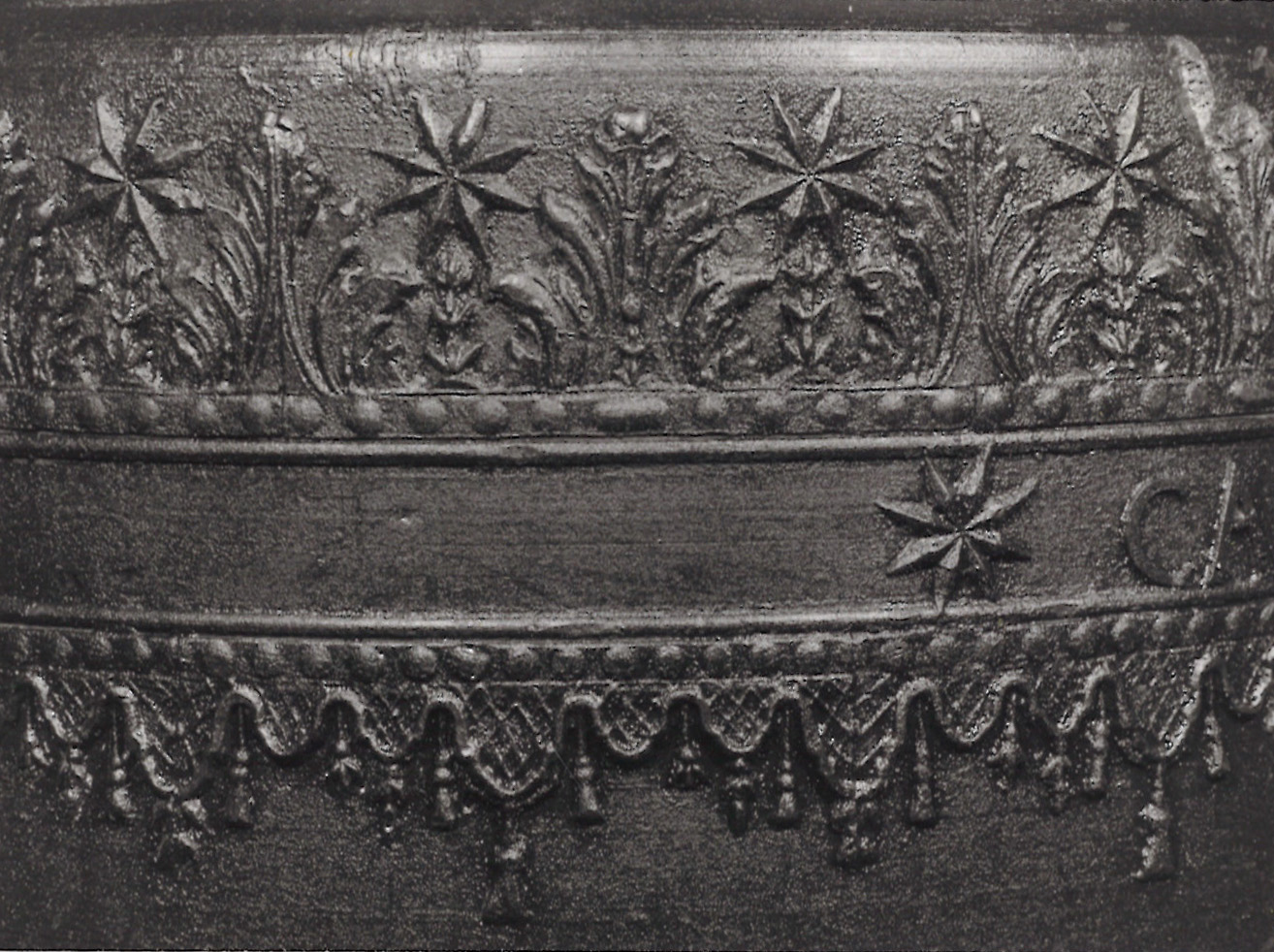
Ornament op de gevorderde klok van de Grote Kerk, 1942 of 1943